# Ugo Fondelli
Ugo Fondelli (Figline Valdarno, 19 marzo 1920 – Firenze, 24 novembre 2011) è stato un ciclista su strada italiano, professionista dal 1948 al 1952. Prese il via a cinque edizioni del Giro d'Italia, oltre a numerose classiche del panorama italiano; l'unica vittoria in carriera fu in una tappa al Giro di Sicilia nel 1951, corsa che chiuse al terzo posto.

## Palmarès
- 1951 (Stucchi, una vittoria)[3]

1ª tappa Giro di Sicilia (Palermo > Messina)

## Piazzamenti

### Grandi Giri
- Giro d'Italia

1948: 26º
1949: ritirato
1950: 49º
1951: 27º
1952: 82º

### Classiche monumento
- Milano-Sanremo

1949: 11º
1950: 57º
1951: 15º
1952: 37º
- Parigi-Roubaix

1949: 11º
- Giro di Lombardia

1949: 42º